# La Mare de Déu dels Navegants
La Mare de Déu dels Navegants o del Buenaire (en castellà La Virgen de los Navegantes) és una pintura de l'artista espanyol Alejo Fernández, creada com a peça central d'un retaule per a la capella de la Casa de la Contractació d'Índies a Sevilla. És la pintura més primerenca que es coneix sobre el tema del descobriment d'Amèrica.
Poc abans de 1536, els oficials de la Casa de la Contractació van encarregar la pintura com a part central del retaule que volien instal·lar a la Sala d'Audiències, de manera que l'habitació servís també com a capella. Els estudiosos daten aquesta pintura renaixentista de 1531 a 1536.

## Descripció
A l'era dels descobriments, els catòlics de tot Europa començaven a veure la Mare de Déu com un símbol de maternitat i de tot allò que era bo, amable i misericordiós. A La Mare de Déu dels Navegants Maria està representada cobrint amb el seu mantell els espanyols. S'alça sobre els mars, unint continents, o sobre la badia, per protegir els vaixells, la càrrega i la tripulació que s'embarquen en la perillosa travessia de l'Atlàntic. Ferran II d'Aragó i l'Emperador Carles V (amb la capa vermella) estan retratats al costat de Cristòfor Colom, Amerigo Vespucci i un dels germans Pinzón, que es mostren agenollats. Tots s'eleven sobre núvols damunt l'aigua, sota els peus de la Mare de Déu. Al voltant d'aquesta es reuneixen figures d'indígenes americans, convertits al catolicisme pels navegants que es van fer a la mar en el seu nom: la pintura «pot ser l'afirmació més plena de la ideologia espanyola oficial, que se'n podria dir "la Llegenda Blanca de l'Elecció Imperial d'Espanya"». Als vaixells s'hi veuen uns penons, el de l'esquerra verd i blanc (que podria ser andalús, atès que els andalusos van tenir un important paper en aquesta empresa), i el de la galera de la dreta vermell i blanc (que podria ser de la Corona d'Aragó, atès que la majoria de les galeres d'aquesta època eren d'aquesta procedència).
A banda i banda del retaule hi ha panells laterals que representen sant Sebastià, sant Jaume, sant Elm i sant Joan Evangelista. Aquestes taules es creu que són obra d'un altre artista, no d'Alejo Fernández, sinó potser un membre del seu taller o un altre artista conegut.

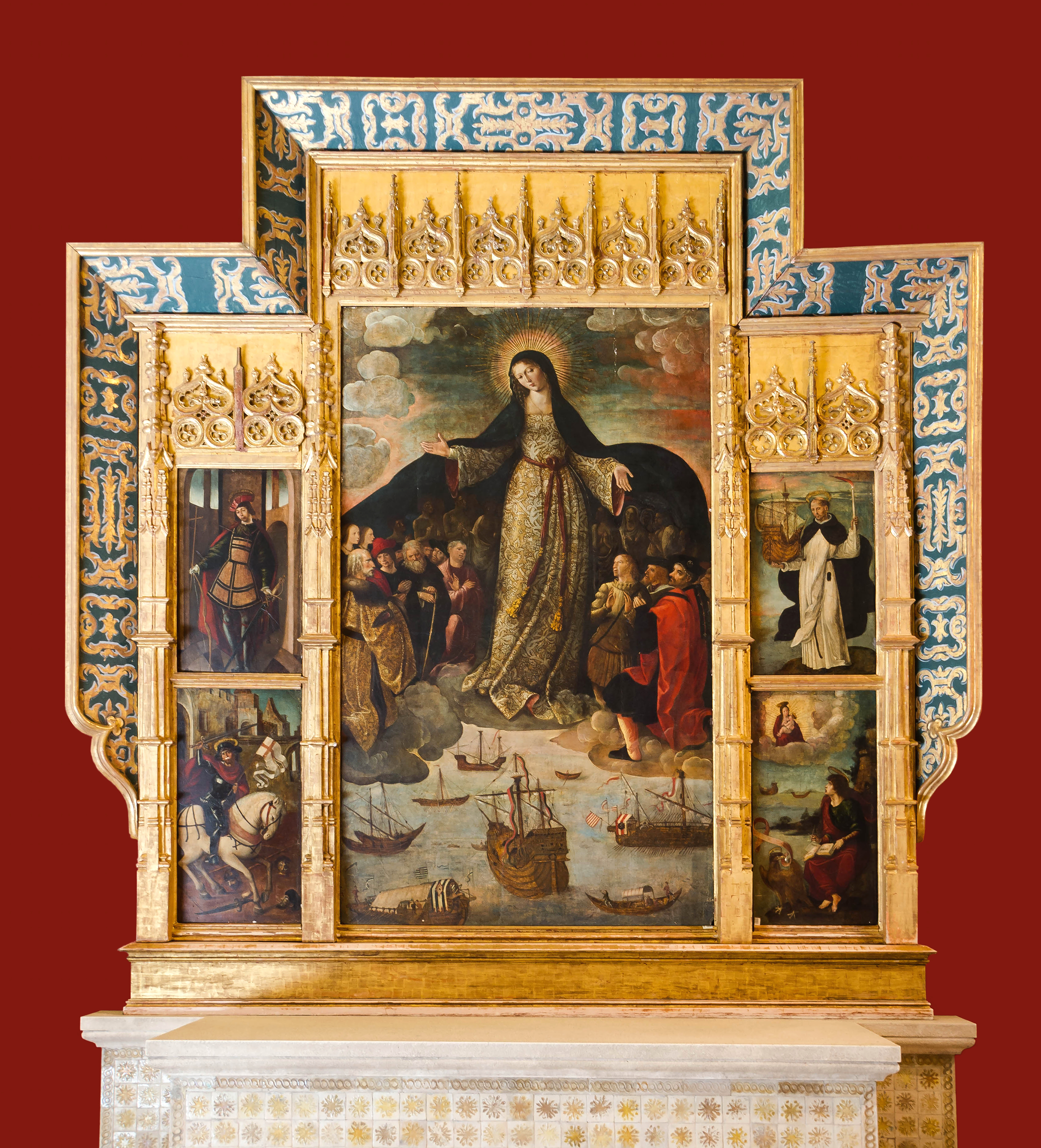
El retaule en el seu conjunt
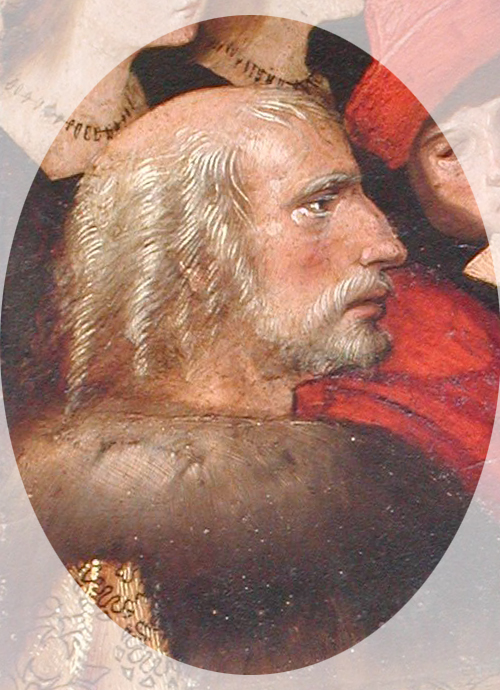
Detall de Cristòfor Colom